# Pyrinia apertaria
Pyrinia apertaria är en fjärilsart som beskrevs av Walker 1860. Pyrinia apertaria ingår i släktet Pyrinia och familjen mätare. Inga underarter finns listade.